# Ruisseau de Liers
Le ruisseau de Liers est une rivière du sud-ouest de la France qui coule dans le département de l'Ariège. C'est un affluent de l'Arac, c'est-à-dire un sous-affluent de la Garonne par le Salat.

## Géographie
De 10 km de longueur, le ruisseau de Liers prend sa source en Ariège, dans les Pyrénées sous le nom ruisseau d'Aroulac puis prend le nom de ruisseau d'Agouelles, et se jette dans l'Arac en rive droite, au Ressec commune de Massat.
Le ruisseau de Liers coule entièrement dans une seule commune Massat.

## Affluents
Le ruisseau de Liers n'a pas d'affluent répertorié.